# Équipe de Roumanie masculine de handball
Cet article traite de l'équipe masculine. Pour l'équipe féminine, voir Équipe de Roumanie féminine de handball.
Maillots
L'équipe de Roumanie masculine de handball représente la Fédération roumaine de handball lors des compétitions internationales, notamment aux Jeux olympiques et aux championnats du monde. 
Dans les années 1960 et 1970, la Roumanie était un modèle pour le handball mondial avec quatre Championnats du monde remportés entre 1961 et 1974 et quatre médailles olympiques entre 1972 et 1984.
Toutefois, consécutivement à la fin du Bloc communiste d'Europe de l'Est au début des années 1990, la Roumanie n'a plus été médaillée et n'est même que rarement qualifiée pour les compétitions internationales : depuis le Championnat d'Europe 1996, elle n'a participé qu'à deux Championnats du monde, en 2009 et 2011.

## Palmarès
Jeux olympiques
- (1976)
- (1972, 1980, 1984)

Championnats du monde
- (1961, 1964, 1970, 1974)
- (1967, 1990)

Championnat du monde à onze
- (1959)

Coupe intercontinentale
- (1998)

## Parcours en compétition majeure
| Année     | Rang                     | J                | G                | N                | P                | BP               | BC               | D                |
| --------- | ------------------------ | ---------------- | ---------------- | ---------------- | ---------------- | ---------------- | ---------------- | ---------------- |
| 1938 (de) | 5                        | 3                | 2                | 0                | 1                | 30               | 19               | +11              |
| 1948      | non participante         | non participante | non participante | non participante | non participante | non participante | non participante | non participante |
| 1952 (de) | non participante         | non participante | non participante | non participante | non participante | non participante | non participante | non participante |
| 1955 (de) | non participante         | non participante | non participante | non participante | non participante | non participante | non participante | non participante |
| 1959      | Médaille d'argent, monde | 4                | 3                | 0                | 1                | 62               | 44               | +18              |
| 1963 (de) | non participante         | non participante | non participante | non participante | non participante | non participante | non participante | non participante |
| 1966 (de) | non participante         | non participante | non participante | non participante | non participante | non participante | non participante | non participante |
| Total     | 2/7                      | 7                | 5                | 0                | 2                | 92               | 63               | +29              |

| Année  | Rang                      | J             | G             | N             | P             | BP            | BC            | D             |
| ------ | ------------------------- | ------------- | ------------- | ------------- | ------------- | ------------- | ------------- | ------------- |
| 1938   | non invitée               | non invitée   | non invitée   | non invitée   | non invitée   | non invitée   | non invitée   | non invitée   |
| 1954   | non qualifiée             | non qualifiée | non qualifiée | non qualifiée | non qualifiée | non qualifiée | non qualifiée | non qualifiée |
| 1958   | 13                        | 3             | 0             | 1             | 2             | 40            | 50            | −10           |
| 1961   | Médaille d'or, monde      | 6             | 5             | 0             | 1             | 89            | 67            | 22            |
| 1964   | Médaille d'or, monde      | 6             | 6             | 0             | 0             | 136           | 88            | 48            |
| 1967   | Médaille de bronze, monde | 6             | 4             | 1             | 1             | 114           | 88            | 26            |
| 1970   | Médaille d'or, monde      | 6             | 5             | 0             | 1             | 94            | 68            | 26            |
| 1974   | Médaille d'or, monde      | 6             | 5             | 0             | 1             | 111           | 81            | 30            |
| 1978   | 7                         | 6             | 3             | 1             | 2             | 131           | 106           | 25            |
| 1982   | 5                         | 7             | 5             | 0             | 2             | 164           | 152           | 12            |
| 1986   | 9                         | 7             | 3             | 0             | 4             | 146           | 147           | −1            |
| 1990   | Médaille de bronze, monde | 7             | 6             | 0             | 1             | 168           | 142           | 26            |
| 1993   | 10                        | 7             | 2             | 1             | 4             | 143           | 152           | −9            |
| 1995   | 10                        | 6             | 3             | 0             | 3             | 147           | 152           | −5            |
| 1997   | non qualifiée             | non qualifiée | non qualifiée | non qualifiée | non qualifiée | non qualifiée | non qualifiée | non qualifiée |
| 1999   | non qualifiée             | non qualifiée | non qualifiée | non qualifiée | non qualifiée | non qualifiée | non qualifiée | non qualifiée |
| 2001   | non qualifiée             | non qualifiée | non qualifiée | non qualifiée | non qualifiée | non qualifiée | non qualifiée | non qualifiée |
| 2003   | non qualifiée             | non qualifiée | non qualifiée | non qualifiée | non qualifiée | non qualifiée | non qualifiée | non qualifiée |
| 2005   | non qualifiée             | non qualifiée | non qualifiée | non qualifiée | non qualifiée | non qualifiée | non qualifiée | non qualifiée |
| 2007   | non qualifiée             | non qualifiée | non qualifiée | non qualifiée | non qualifiée | non qualifiée | non qualifiée | non qualifiée |
| 2009   | 15                        | 5             | 2             | 0             | 3             | 141           | 135           | 6             |
| 2011   | 19                        | 5             | 2             | 0             | 3             | 132           | 123           | 9             |
| 2013   | non qualifiée             | non qualifiée | non qualifiée | non qualifiée | non qualifiée | non qualifiée | non qualifiée | non qualifiée |
| 2015   | non qualifiée             | non qualifiée | non qualifiée | non qualifiée | non qualifiée | non qualifiée | non qualifiée | non qualifiée |
| 2017   | non qualifiée             | non qualifiée | non qualifiée | non qualifiée | non qualifiée | non qualifiée | non qualifiée | non qualifiée |
| / 2019 | non qualifiée             | non qualifiée | non qualifiée | non qualifiée | non qualifiée | non qualifiée | non qualifiée | non qualifiée |
| 2021   | non qualifiée             | non qualifiée | non qualifiée | non qualifiée | non qualifiée | non qualifiée | non qualifiée | non qualifiée |
| / 2023 | non qualifiée             | non qualifiée | non qualifiée | non qualifiée | non qualifiée | non qualifiée | non qualifiée | non qualifiée |
| / 2025 | non qualifiée             | non qualifiée | non qualifiée | non qualifiée | non qualifiée | non qualifiée | non qualifiée | non qualifiée |
| Total  | 14/28                     | 83            | 51            | 4             | 28            | 25            | 1756          | 1552          |

| Année | Rang          | J             | G             | N             | P             | BP            | BC            | D             |
| ----- | ------------- | ------------- | ------------- | ------------- | ------------- | ------------- | ------------- | ------------- |
| 1972  | /16           | 7             | 6             | 0             | 1             | 111           | 92            | 19            |
| 1976  | /12           | 5             | 3             | 1             | 1             | 106           | 90            | 16            |
| 1980  | /12           | 6             | 5             | 0             | 1             | 139           | 106           | 33            |
| 1984  | /12           | 6             | 5             | 0             | 1             | 143           | 110           | 33            |
| 1988  | non qualifiée | non qualifiée | non qualifiée | non qualifiée | non qualifiée | non qualifiée | non qualifiée | non qualifiée |
| 1992  | 8/12          | 6             | 1             | 1             | 4             | 126           | 138           | -12           |
| 1996  | non qualifiée | non qualifiée | non qualifiée | non qualifiée | non qualifiée | non qualifiée | non qualifiée | non qualifiée |
| 2000  | non qualifiée | non qualifiée | non qualifiée | non qualifiée | non qualifiée | non qualifiée | non qualifiée | non qualifiée |
| 2004  | non qualifiée | non qualifiée | non qualifiée | non qualifiée | non qualifiée | non qualifiée | non qualifiée | non qualifiée |
| 2008  | non qualifiée | non qualifiée | non qualifiée | non qualifiée | non qualifiée | non qualifiée | non qualifiée | non qualifiée |
| 2012  | non qualifiée | non qualifiée | non qualifiée | non qualifiée | non qualifiée | non qualifiée | non qualifiée | non qualifiée |
| 2016  | non qualifiée | non qualifiée | non qualifiée | non qualifiée | non qualifiée | non qualifiée | non qualifiée | non qualifiée |
| 2020  | non qualifiée | non qualifiée | non qualifiée | non qualifiée | non qualifiée | non qualifiée | non qualifiée | non qualifiée |
| 2024  | non qualifiée | non qualifiée | non qualifiée | non qualifiée | non qualifiée | non qualifiée | non qualifiée | non qualifiée |
| Total | 5/13          | 33            | 21            | 2             | 10            | 644           | 565           | 79            |

| Année  | Rang          | J             | G             | N             | P             | BP            | BC            | D             |               |
| ------ | ------------- | ------------- | ------------- | ------------- | ------------- | ------------- | ------------- | ------------- | ------------- |
| 1994   | 11            | 5             | 1             | 0             | 4             | 113           | 135           | −22           |               |
| 1996   | 9             | 5             | 1             | 0             | 4             | 117           | 134           | −17           |               |
| 1998   | non qualifiée | non qualifiée | non qualifiée | non qualifiée | non qualifiée | non qualifiée | non qualifiée | non qualifiée | non qualifiée |
| 2000   | non qualifiée | non qualifiée | non qualifiée | non qualifiée | non qualifiée | non qualifiée | non qualifiée | non qualifiée | non qualifiée |
| 2002   | non qualifiée | non qualifiée | non qualifiée | non qualifiée | non qualifiée | non qualifiée | non qualifiée | non qualifiée | non qualifiée |
| 2004   | non qualifiée | non qualifiée | non qualifiée | non qualifiée | non qualifiée | non qualifiée | non qualifiée | non qualifiée | non qualifiée |
| 2006   | non qualifiée | non qualifiée | non qualifiée | non qualifiée | non qualifiée | non qualifiée | non qualifiée | non qualifiée | non qualifiée |
| 2008   | non qualifiée | non qualifiée | non qualifiée | non qualifiée | non qualifiée | non qualifiée | non qualifiée | non qualifiée | non qualifiée |
| 2010   | non qualifiée | non qualifiée | non qualifiée | non qualifiée | non qualifiée | non qualifiée | non qualifiée | non qualifiée | non qualifiée |
| 2012   | non qualifiée | non qualifiée | non qualifiée | non qualifiée | non qualifiée | non qualifiée | non qualifiée | non qualifiée | non qualifiée |
| 2014   | non qualifiée | non qualifiée | non qualifiée | non qualifiée | non qualifiée | non qualifiée | non qualifiée | non qualifiée | non qualifiée |
| 2016   | non qualifiée | non qualifiée | non qualifiée | non qualifiée | non qualifiée | non qualifiée | non qualifiée | non qualifiée | non qualifiée |
| 2018   | non qualifiée | non qualifiée | non qualifiée | non qualifiée | non qualifiée | non qualifiée | non qualifiée | non qualifiée | non qualifiée |
| / 2020 | non qualifiée | non qualifiée | non qualifiée | non qualifiée | non qualifiée | non qualifiée | non qualifiée | non qualifiée | non qualifiée |
| / 2022 | non qualifiée | non qualifiée | non qualifiée | non qualifiée | non qualifiée | non qualifiée | non qualifiée | non qualifiée | non qualifiée |
| 2024   | 22            | 3             | 0             | 0             | 3             | 73            | 98            | −25           |               |
| Total  | 3/16          | 13            | 2             | 0             | 11            | 303           | 367           | −64           |               |

## Effectif actuel
Les 20 joueurs sélectionnés pour disputer l'Euro 2024 sont :

## Statistiques
|  | Joueur actif |

| Rang | Joueur            | Sél. |
| ---- | ----------------- | ---- |
| 1    | Alexandru Buligan | 280  |
| 2    | Vasile Stîngă     | 269  |
| 3    | Cornel Penu       | 266  |
| 4    | Maricel Voinea    | 263  |
| 5    | Robert Licu (de)  | 243  |
| 5    | Radu Voina        | 243  |
| 5    | Sorin Toacsen     | 243  |
| 8    | Alexandru Fölker  | 239  |
| 9    | Nicolae Munteanu  | 238  |
| 10   | Alexandru Dedu    | 232  |

| Rang | Joueur           | Buts | Sél. | Moy. |
| ---- | ---------------- | ---- | ---- | ---- |
| 1    | Vasile Stîngă    | 1414 | 269  | 5,3  |
| 2    | Robert Licu (de) | 1054 | 243  | 4,3  |
| 3    | Ștefan Birtalan  | 993  | 231  | 4,3  |
| 4    | Eliodor Voica    | 867  | 205  | 4,2  |
| 5    | Marian Dumitru   | 762  | 187  | 4,1  |
| 6    | Maricel Voinea   | 706  | 263  | 2,7  |
| 7    | Dumitru Berbece  | 684  | 208  | 3,3  |
| 8    | Valentin Ghionea | 681  | 134  | 5,1  |
| 9    | Gheorghe Gruia   | 636  | 126  | 5,0  |
| 10   | Ion Mocanu       | 635  | 230  | 2,8  |

## Personnalités liées à la sélection

### Joueurs historiques
- Années 1950 : George "Geo" Bădulescu, Aurel Bulgariu, Virgil Hnat, Ioan Moser, Olimpiu Nodea, Mihai Redl
- Années 1960 : Petre Ivănescu, Cornel Oțelea, Mircea Costache II, Ioan Bogolea, Gheorghe Gruia, Ion Popescu (de).
- Années 1970 : Ghiță Licu, Cristian Gațu, Cornel Penu, Valentin Samungi,  Ștefan Birtalan, Alexandru Dincă, Adrian Cosma, Constantin Tudosie, Radu Voina, Cezar Drăgăniță
- Années 1980 : Vasile Stîngă, Alexandru Buligan, Cornel Durău, Alexandru Fölker, Marian Dumitru, Maricel Voinea, Gheorghe Covaciu, Dumitru Berbece, Ion Mocanu,
- Années 1990 : Cristian Zaharia, Robert Licu, Rudi Prisăcaru, Alexandru Dedu, Titel Răduță, Sorin Toacsen, Ciprian Beșta, Eliodor Voica, Mircea Muraru
- Années 2000 : Rareș Fortuneanu, Mihai Popescu, Rareș Jurcă, Marian Cozma, Iulian Stamate, Alin Șania, Marius Novanc, Valentin Ghionea, Rudi Stănescu, Alexandru Stamate
- Années 2010 : Demis Grigoraș, Ciprian Șandru, Mihai Asoltanei, Dan Racoțea, Alexandru Șimicu, Alexandru Csepreghi

### Effectifs notables

#### Champion du monde 1961

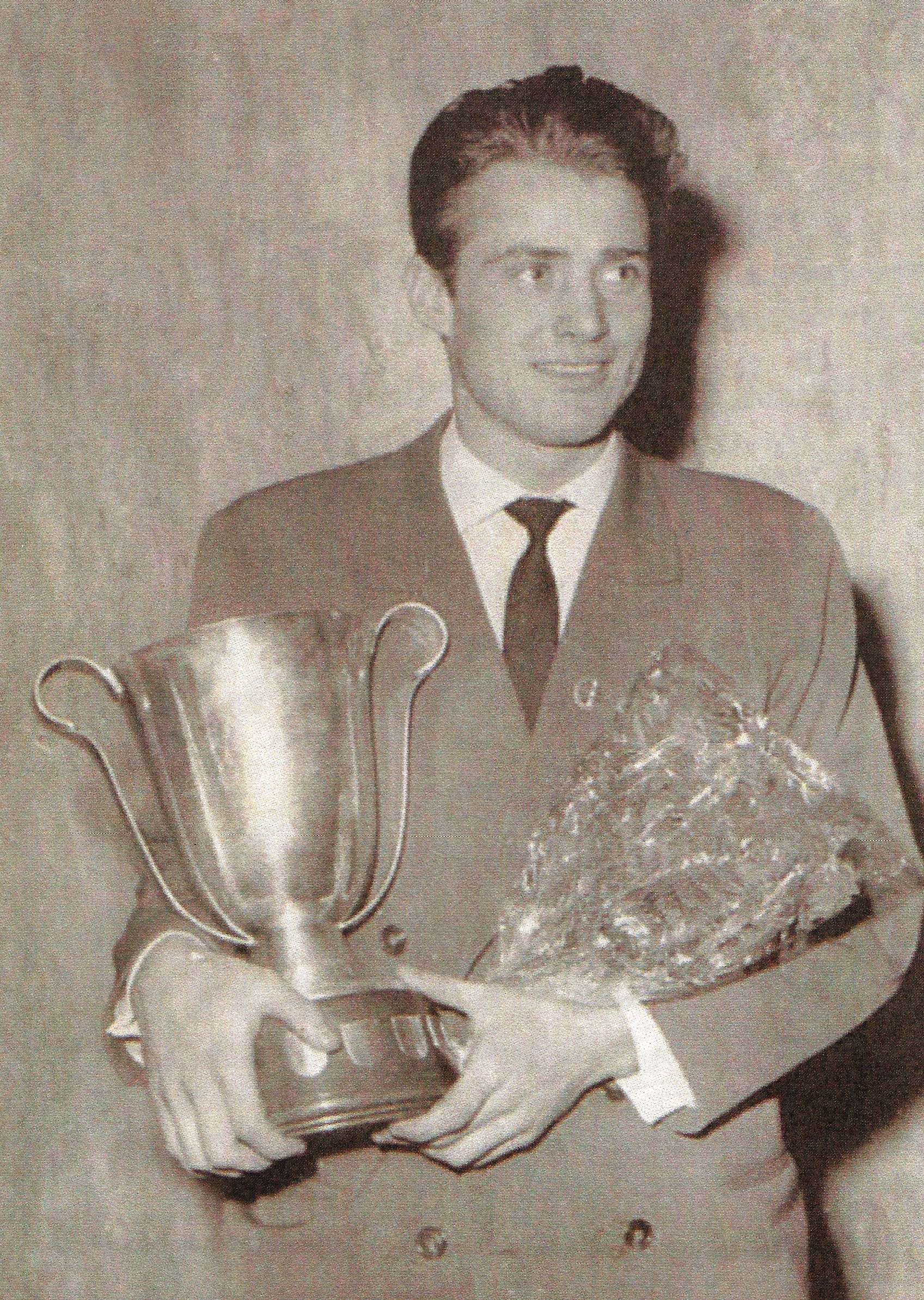
Mircea Costache II avec le trophée du championnat du monde 1961.

L'effectif Champion du monde 1961 est :
- Ioan Bogolea (GB, Dinamo Bucarest)
- Michael Redl (GB, Dinamo Bucarest)
- George Bădulescu (arrière, Dinamo Bucarest)
- Aurel Bulgaru (arrière, Steaua Bucarest)
- Gheorghe Coman (ailier, Dinamo Bucarest)
- Mircea Costache I (ailier, Dinamo Bucarest)
- Mircea Costache II (pivot, Dinamo Bucarest)
- Gheorghe Covaci (demi-centre, Dinamo Bucarest)
- Virgil Hnat (arrière, Dinamo Bucarest)
- Petre Ivănescu (arrière, Dinamo Bucarest)
- Hans Moser (arrière, Dinamo Bucarest)
- Olimpiu Nodea (demi-centre, Steaua Bucarest)
- Cornel Oțelea (demi-centre, Steaua Bucarest)
- Otto Tellmann (pivot, Steaua Bucarest)

Entraîneurs
- Principal : Oprea Vlase
- Fédéral : Niculae Nedeff

#### Champion du monde 1964
- Ioan Bogolea
- Michael Redl
- Virgil Tale
- Aurel Bulgaru
- Mircea Costache I
- Mircea Costache II
- Gheorghe Gruia
- Virgil Hnat
- Petre Ivănescu
- Josef Jakob
- Hans Moser
- Cezar Nica
- Olimpiu Nodea
- Cornel Oțelea
- Ion Popescu

Entraîneurs
- Ioan Kunst-Ghermănescu
- Niculae Nedeff
- Eugen Trofin

#### Champion du monde 1970

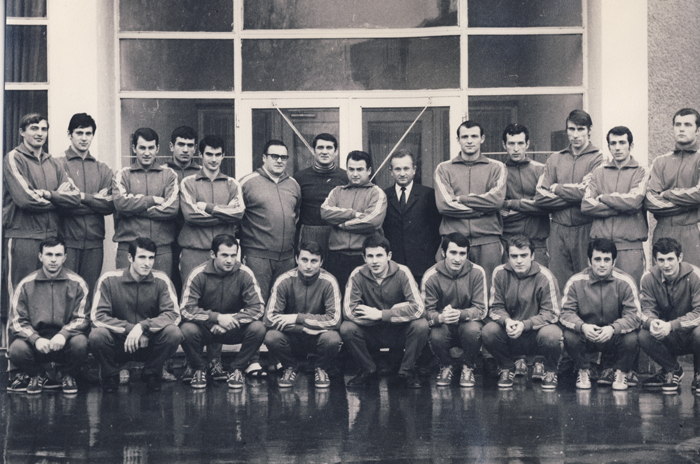
L'équipe championne du monde 1970.

- Alexandru Dincă
- Ștefan Orban
- Cornel Penu
- Ștefan Birtalan
- Cristian Gațu
- Gheorghe Goran
- Gheorghe Gruia
- Roland Gunesch
- Gabriel Kicsid
- Gheorghe "Ghiţă" Licu
- Mihai Marinescu
- Titus Moldovan
- Cezar Nica
- Cornel Oțelea
- Ion Popescu
- Valentin Samungi

Entraîneurs :
- Niculae Nedeff
- Eugen Trofin
- Oprea Vlase

#### Champion du monde 1974
- Alexandru Dincă
- Cornel Penu
- Liviu Bota
- Dan Marin
- Mircea Grabovski
- Gabriel Kicsid
- Mircea Ștef
- Constantin Tudosie
- Ștefan Orban
- Ștefan Birtalan
- Adrian Cosma
- Cristian Gațu
- Roland Gunesch
- Ghiță Licu
- Werner Stöckl
- Radu Voina

Entraîneurs
- Niculae Nedeff
- Oprea Vlase

#### Vice-champion olympique 1976
- Cornel Penu
- Gabriel Kicsid
- Cristian Gațu
- Ghiță Licu
- Cezar Drăgăniță
- Radu Voina
- Roland Gunesch
- Alexandru Fölker
- Ștefan Birtalan
- Adrian Cosma
- Constantin Tudosie
- Nicolae Munteanu
- Werner Stockl
- Mircea Grabovschi

Entraîneurs
- Niculae Nedeff
- Oprea Vlase

#### Médaillé de bronze aux Jeux olympiques 1980
- Nicolae Munteanu
- Claudiu Ionescu
- Vasile Stîngă
- Ștefan Birtalan
- Iosif Boroș
- Adrian Cosma
- Maricel Voinea
- Cezar Drăgăniță
- Marian Dumitru
- Lucian Vasilache
- Alexandru Fölker
- Neculai Vasilcă
- Radu Voina
- Cornel Durău

Entraîneurs
- Ioan Kunst-Ghermănescu
- Niculae Nedeff,
- Lascăr Pană

#### Médaillé de bronze aux Jeux olympiques 1984
- Nicolae Munteanu
- Alexandru Buligan
- Adrian Simion
- Marian Dumitru
- Cornel Durău
- Maricel Voinea
- Vasile Stîngă
- Gheorghe Covaciu
- Dumitru Berbece
- Alexandru Fölker
- Mircea Bedivan
- Neculai Vasilcă
- Gheorghe Dogărescu
- Vasile Oprea
- Iosif Boroș

Entraîneurs
- Niculae Nedeff
- Radu Voina

#### Médaillé de bronze au Championnat du monde 1990
- Alexandru Buligan
- Vasile Cocuz
- Marian Dumitru
- Robert Licu
- Cristian Zaharia
- Maricel Voinea
- Adrian Ghimeș
- Cornel Durău
- Dumitru Berbece
- Ion Mocanu
- Costică Neagu
- Rudi Prisăcaru
- Liviu Ianoș
- Paul Cicu

Entraîneurs
- Cornel Oțelea
- Valentin Samungi
- István Orbán

### Sélectionneurs
Pendant de nombreuses années, la Roumanie avait plusieurs entraîneurs/sélectionneurs nationaux, sans connaître le rôle précis de chacun :
- Ioan Kunst-Ghermănescu (ro) : de 1958 à 1967 et 1980
- Niculae Nedeff : de 1958 à 1989
- Eugen Trofin (ro) : de 1964 à 1970, 1978 et 1988
- Lascăr Pană (ro) : de 1978 à 1982 et de 1984 à 1986
- Radu Voina : de 1983 à 1984
- Cornel Oțelea : de 1985 à 1990

La liste des sélectionneurs depuis 1991 est :
- Cezar Nica : de 1991 à 1993
- Otto Heel : en 1993
- Ștefan Birtalan : en 1994
- Vasile Stîngă : de 1995 à 1996
- Doru Simion : en 1996
- Otto Heel (2) : en 1997
- Gheorghe Goran en 1998
- Petre Ivănescu : de 1999 à 2000
- Cezar Nica (2) : de 2001 à 2002
- Radu Voina (2) : de 2003 à 2004
- Petre Ivănescu (2) : de 2005 à 2006
- Lucian Rîşniță : de 2006 à 2007
- Aihan Omer : de 2007 à 2009
- Vasile Stîngă (2) : de 2010 à 2013
- Eliodor Voica : de 2013 à 2014
- Christian Gaudin : d'avril à octobre 2014
- Aihan Omer (2) : de 2014 à 2016
- Xavi Pascual : de juin 2016 à juin 2018
- Manuel Montoya (en) : de 2018 à 2019
- Rareș Fortuneanu : de 2019 à 2021
- Xavi Pascual (2) : de juin 2021 à février 2024
- George Buricea : depuis février 2024

## Confrontations contre la France
| Date           | Rencontres | Victoires | Nuls | Défaites | Buts pour | Buts contre | Différence |
| -------------- | ---------- | --------- | ---- | -------- | --------- | ----------- | ---------- |
| 5 janvier 1986 | 26         | 0         | 1    | 25       | ??        | ??          | ??         |
| 10 mars 1998   | 42         | 8         | 2    | 32       | 761       | 926         | -165       |
| 16 juin 2019   | 53         | 16        | 2    | 35       | ??        | ??          | ??         |